# Alexandre Gomes
Alexandre Gomes (Curitiba, 24 juli 1982) is een Braziliaans professioneel pokerspeler. Hij won onder meer het $2.000 No Limit Hold'em-toernooi van de World Series of Poker 2008 (goed voor $770.540,- aan prijzengeld) en het $15.000 No Limit Hold'em - Championship Event van de World Poker Tour Bellagio Cup V 2009 in Las Vegas (goed voor $1.187.670,-).
Gomes won tot en met juli 2011 meer dan $3.400.000,- in pokertoernooien, cashgames niet meegerekend. Hij was de eerste Braziliaan ooit die een toernooi won op de World Series of Poker (WSOP). Hij speelt online als Allingomes.

## Wapenfeiten
Gomes was advocaat voor hij poker ontdekte. Hij ontdekte dat hij hier veel geld mee kon verdienen en werd prof. Zijn eerste grote zege was het $2.000 No Limit Hold'em-toernooi van de WSOP 2008. In december 2006 was hij al eens eerder bij een grote titel toen hij tweede werd in het $4.900 No Limit Hold'em - Championship Event van het WSOP Circuit-evenement in Atlantic City, achter Rick Rossetti. Daarmee verdiende hij toen $202.433,-.
Een jaar na zijn WSOP-zege won Gomes ook zijn eerste WPT-toernooi, het $15.000 No Limit Hold'em - Championship Event van de Bellagio Cup V 2009. Zes maanden daarvoor had hij ook kans een titel op de European Poker Tour te winnen, waarmee hij de derde speler in de geschiedenis zou zijn geweest met zowel een WSOP, WPT als EPT-titel achter zijn naam. In het $9.700 No Limit Hold'em - Main Event van het EPT PokerStars Caribbean Adventure moest Gomes niettemin drie van zijn 1346 tegenstanders toch voor laten gaan. Hij incasseerde wel weer $750.000,- aan prijzengeld. Gomes kwam in mei 2011 weer in de buurt van het volmaken van de treble. Dit keer werd hij zevende (van 686 deelnemers) in het €10.000 No Limit Hold'em - Main Event van de EPT Grand Final in Madrid (goed voor $274.583,-).

## WSOP-titel
| Jaar                       | Toernooi                | Prijs      |
| -------------------------- | ----------------------- | ---------- |
| World Series of Poker 2008 | $2.000 No-Limit Hold'em | $770.540,- |